# 弯梗紫金牛
弯梗紫金牛（学名：Ardisia retroflexa）为报春花科紫金牛属下的一个种。

## 扩展阅读
- 維基物種上的相關：弯梗紫金牛